# Joe Gqabi
Joe Nzingo Gqabi [ˈɡ̊ǃʱabi] (* 30. November 1927 in Aliwal North, Kapprovinz, nach anderen Angaben 1928 oder 1929; † 31. Juli 1981 in Harare, Simbabwe) war ein südafrikanischer Anti-Apartheid-Aktivist. Er war Journalist und schloss sich dem Umkhonto we Sizwe (MK) an. Als Vertreter des African National Congress (ANC) in Simbabwe wurde er von einem südafrikanischen Mordkommando erschossen.

## Leben
Ab 1950 war Gqabi als Organisator in der ANC Youth League aktiv. Mitte der 1950er Jahre wurde Gqabi Mitglied des ANC. Zugleich erhielt er eine Beschäftigung bei der linksgerichteten Zeitung New Age, wo er als investigativer Reporter und als Fotograf arbeitete. Im Zuge des Massakers von Sharpeville und des daraufhin verhängten Ausnahmezustands gehörte Gqabi zu den rund 2000 politischen Gefangenen. 1961 ging er ins Exil und schloss sich dem militärischen Flügel des ANC, MK, an. Gqabi nahm an mehreren militärischen Aktionen des MK teil. Er wurde im damaligen Südrhodesien gefasst und in Südafrika zu zwei Jahren Haft wegen unerlaubten Grenzübertritts verurteilt. Kurz nach seiner Entlassung wurde er erneut verhaftet und nach dem Sabotage Act zu zehn Jahren Haft verurteilt, die er auf Robben Island verbüßte. Dort traf er auf prominente Häftlinge wie Nelson Mandela, Walter Sisulu, Govan Mbeki und Ahmed Kathrada.
Nach seiner erneuten Haftentlassung 1975 durfte er sich nicht politisch betätigen; er hielt sich jedoch nicht an die Verfügung. So war er 1976 beim Aufstand in Soweto aktiv. 1977 gehörte er zu den zwölf Angeklagten der Pretoria Twelve; Gqabi wurde freigesprochen. 1977 verließ er das Land erneut. Er lebte in Botswana, von wo er aus Sicherheitsgründen nach Sambia wechselte, und war Mitglied des National Executive Committee und des Politico-Military Council des ANC. 1980 ernannte man ihn zum obersten Vertreter des ANC im gerade unabhängig gewordenen Simbabwe. 1981 wurde er dort von einem Kommando der südafrikanischen Sicherheitskräfte durch 19 Schüsse ermordet.
Joe Gqabi war verheiratet und hatte zwei Söhne.

## Nachwirkungen
Gqabi erhielt in Simbabwe ein Staatsbegräbnis. 2004 wurde seine Leiche in Harare exhumiert und auf einem Friedhof in seiner Geburtsstadt erneut bestattet.

## Ehrungen
- Anfang der 2000er Jahre wurde der Distrikt Joe Gqabi in der Provinz Ostkap nach ihm benannt.
- 2006 erhielt Gqabi postum den Order of Luthuli in Silber.[2]